# Trigomphus agricola
Trigomphus agricola – gatunek ważki z rodziny gadziogłówkowatych (Gomphidae). Występuje w Chinach; stwierdzony w prowincjach Anhui, Fujian, Henan, Jiangsu, Szantung i Zhejiang we wschodniej części kraju.